# All-Ireland Senior Hurling Championship 1911
L'All-Ireland Senior Football Championship 1911 fu l'edizione numero 25 del principale torneo di hurling irlandese. Kilkenny batté Tipperary in finale, ottenendo il quinto titolo della sua storia.

## Formato
Parteciparono 15 squadre e si tennero i campionati provinciali i cui vincitori avrebbero avuto diritto d'accesso alla fase finale nazionale.

## Torneo
All-Ireland Senior Hurling Championship
| Dublino 26 novembre 1911 Semifinale | Kilkenny | 5-5 – 1-1 | Antrim | Jones's Road |

| 3 dicembre 1911 Semifinale | Limerick | 8-1 – 2-0 | Galway | Portlaoise |

| Cork 18 feabbrio 1912 Finale | Kilkenny | – | Limerick | Cork Athletic Grounds |

| Cork 12 maggio 1912 Finale rifissata | Kilkenny | – | Limerick | Cork Athletic Grounds |

| Dungarvan 28 luglio 1912 Finale | Kilkenny | 3-3 – 2-1 | Tipperary | Fraher Field |

- La finale tra Kilkenny e Limerick non fu disputata. La partita si sarebbe dovuta tenere il 18 febbraio, ma l'impraticabilità dello stadio costrinse a rinviare la sfida. Limerick, tuttavia, si rifiutò di giocare il 12 maggio e pertanto il Munster GAA nominò Tipperary come sua sostituta.